# Nothogynidae
Nothogynus es un género de ácaros emplazado en su propia familia, Nothogynidae, en el orden Mesostigmata. Nothogynus contiene dos especies reconocidas:

## Especies
- Nothogynus camini Walter & Krantz, 1999
- Nothogynus klompeni Walter & Krantz, 1999